# Pettalus
Genre
Pettalus est un genre d'opilions cyphophthalmes de la famille des Pettalidae.

## Distribution
Les espèces de ce genre sont endémiques du Sri Lanka.

## Liste des espèces
Selon World Catalogue of Opiliones (17/04/2021) :
- Pettalus brevicauda Pocock, 1897
- Pettalus cimiciformis (Pickard-Cambridge, 1875)
- Pettalus lampetides Sharma & Giribet, 2006
- Pettalus thwaitesi Sharma, Karunarathna & Giribet, 2009

## Publication originale
- Thorel, 1876 : « Sopra alcuni Opilioni (Phalangidea) d'Europa e dell'Asia occidentale, con un quadro dei generi europei di quest'ordine. » Annali del Museo Civico di Storia Naturale Giacomo Doria, vol. 8, p. 452-508 (texte intégral).